# Marius Herb

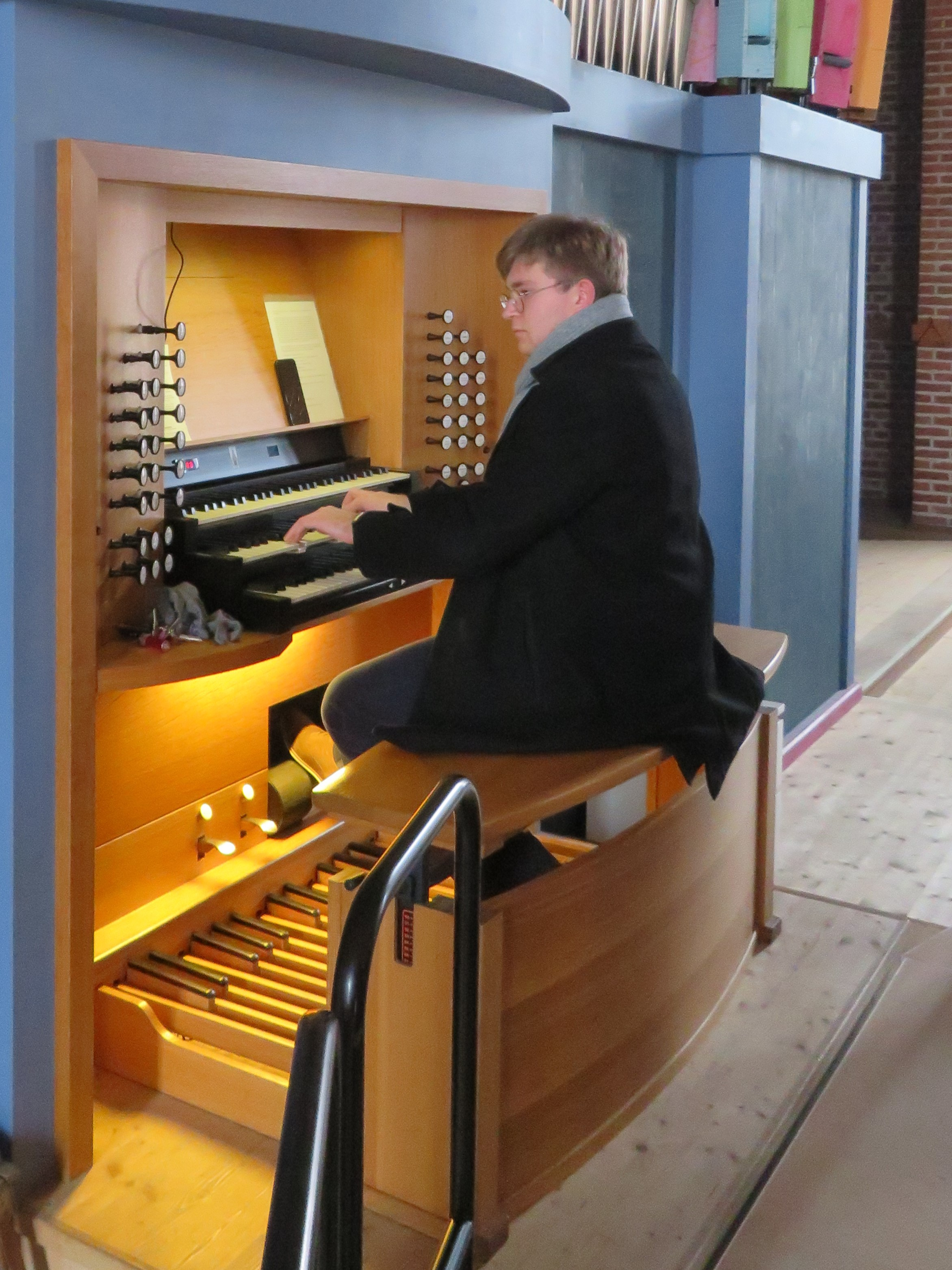
Marius Herb im Februar 2020 an der Siegfried-Schmid-Orgel in der katholischen Kirche St. Elisabeth in Augsburg-Lechhausen

Marius Herb (* Januar 2000 in Hirblingen) ist ein deutscher Kirchenmusiker und Organist.

## Leben
Marius Herb spielte schon im Alter von fünf Jahren Akkordeon und ab seinem zwölften Lebensjahr auch Klavier. Mit dreizehn Jahren entdeckte er sein Interesse am Orgelspiel und wurde 2013 in das Förderprogramm für junge Organisten der Diözese Augsburg und in den C-Kurs aufgenommen. Er nahm Unterricht beim Organisten der Augsburger Basilika St. Ulrich und Afra, Peter Bader, und belegte zusätzlich Meisterkurse bei Martin Schmeding, Thomas Lennartz, Hans-Jürgen Kaiser, Éric Lebrun und Michael Radulescu.
Nach seinem Realschulabschluss bestand er im Jahr 2016 die Aufnahmeprüfung an der Hochschule für Katholische Kirchenmusik und Musikpädagogik in Regensburg und begann dort als jüngster Student ein Studium der Kirchenmusik. Ab 2018 ergänzte er seine Ausbildung mit dem zweiten Studiengang Konzertfach Orgel. Zu seinen Lehrern zählte der Regensburger Domorganist Franz Josef Stoiber. 
Bereits während seiner Schulzeit spielte Herb ab 2014 in seiner Heimatgemeinde Hirblingen bei Augsburg bei den sonntäglichen Gottesdiensten in der römisch-katholischen Pfarrkirche St. Blasius regelmäßig die Orgel. Seit 2019 war er als Vertreter des Domorganisten Stoiber an der Rieger-Orgel am Regensburger Dom tätig. Noch vor dem Ende seines Studiums trat er im Januar 2020 eine B-Stelle als hauptamtlicher Organist an der römisch-katholischen Pfarrkirche St. Elisabeth in Augsburg-Lechhausen an der Siegfried-Schmid-Orgel an. Im Juli 2020 schloss Herb sein Studium in Regensburg mit Konzertfach Orgel ab. Darauf aufbauend begann er im November 2020 mit einem Master-Studium im Fach Kirchenmusik bei Gerhard Gnann an der Hochschule für Musik Mainz.
Seinen ersten Wettbewerbserfolg hatte Herb im Jahr 2015 bei Jugend musiziert mit einem 3. Preis auf Bundesebene. Ab 2016 wurde er durch ein Stipendium von Yehudi Menuhin Live Music Now gefördert. Im Rahmen des Wuppertaler Musiksommers 2019 konnte sich der 19-Jährige beim Internationalen Orgelwettbewerb Wuppertal als jüngster Teilnehmer gegen 29 Mitbewerber aus vierzehn Nationen durchsetzen. Die Jury, bestehend aus dem Kölner Domorganisten Winfried Bönig, der Titularorganistin der Elbphilharmonie Iveta Apkalna und dem französischen Organisten und Komponisten Naji Hakim, erkannte ihm den 1. Preis zu.
Im November 2020 wurde Marius Herb mit dem Musikpreis der Stadt Regensburg in der Kategorie „Hochschule für Katholische Kirchenmusik und Musikpädagogik“ geehrt.

## Preise und Auszeichnungen
- 2015: Bundeswettbewerb Jugend musiziert, Orgel, Altersklasse IV (3. Preis)
- 2019: 1. Preis beim Internationalen Orgelwettbewerb Wuppertal
- 2020: Musikpreis der Stadt Regensburg (Kategorie: „Hochschule für Katholische Kirchenmusik und Musikpädagogik“)

## Veröffentlichungen
- Mit und ohne die Fugger. Aus der Orgelgeschichte Augsburgs. In: Organ – Journal für die Orgel. Nr. 1, 2020, ISSN 1435-7941, S. 42–46.